# サランマンドホ
サランマンドホ（薩仁満都呼, 1974年6月 - ）は、中国内モンゴル出身の女性歌手。モンゴル民謡オルティンドー歌手、ホビス奏者。　
内モンゴル・シリンゴル大草原で遊牧民の子として生まれる。1990年にプロデビュー、1993年よりシリンゴル盟ソニド右旗オランムチル（歌舞団）で歌手として活躍。1997年に中国中央テレビでオランムチル成立40周年記念番組に出演。
2000年4月に来日、福岡教育大学にて声楽を専攻。日本では福岡を中心に東京など全国各地でオルティンドー歌手、弦楽器ホビス奏者として活躍。また、故郷の子供たちに学校を設立するためのチャリティー活動なども幅広く行う。

## CDリスト
- 『草原のメロディー』